# جوردن بيج
جوردن بيج (بالإنجليزية: Jordan Page)‏ هو مغن مؤلف وملحن أمريكي، ولد في 13 يونيو 1979.

## وصلات خارجية
- جوردن بيج على موقع ميوزك برينز (الإنجليزية)
- جوردن بيج على موقع ديسكوغز (الإنجليزية)